# Perehinske
Perehinske (ukrainisch Перегінське; russisch Перегинское Pereginskoje, polnisch Perehińsko) ist eine in der Westukraine liegende Siedlung städtischen Typs mit etwa 12.000 Einwohnern.

Blick auf den Ort

Sie liegt am Ufer der Limnyzja etwa 55 Kilometer südwestlich der Oblasthauptstadt Iwano-Frankiwsk und 15 Kilometer südlich der ehemaligen Rajonshauptstadt Roschnjatiw.

## Geschichte
Der Ort wurde 1292 zum ersten Mal schriftlich erwähnt, erhielt 1690 das Marktrecht und gehörte von 1772 bis 1918 unter seinem polnischen Namen Perehińsko zum österreichischen Galizien. Nach dem Ende des Ersten Weltkrieges kam der Ort zu Polen und lag hier ab 1921 in der Woiwodschaft Stanislau, Powiat Dolina. Mit Beginn des Zweiten Weltkriegs wurde der Ort erst von der Sowjetunion und ab 1941 bis 1944 von Deutschland besetzt, dieses gliederte den Ort in den Distrikt Galizien ein.
1945 kam der Ort wiederum zur Sowjetunion, dort wurde sie Teil der Ukrainischen SSR und ist seit 1991 ein Teil der heutigen Ukraine. Der nunmehr Pereginskoje/Perehinske genannte Ort erhielt während der sowjetischen Zeit 1940 den Status einer Siedlung städtischen Typs verliehen.

## Verwaltungsgliederung
Am 12. Juni 2020 wurde die Siedlung zum Zentrum der neu gegründeten Siedlungsgemeinde Perehinske (Перегінська селищна громада/Perehinska selyschtschna hromada), zu dieser zählen auch die 10 in der untenstehenden Tabelle aufgelisteten Dörfer sowie die 5 Ansiedlungen Babske, Kusmynez, Pohar, Turiwka und Tscherepyna; bis dahin bildete sie zusammen mit dem Dorf Sakernytschne die Siedlungsratsgemeinde Perehinske (Перегінська селищна рада/Perehinska selyschtschna rada) im Zentrum des Rajons Roschnjatiw.
Am 17. Juli 2020 wurde der Ort Teil des Rajons Kalusch.
Folgende Orte sind neben dem Hauptort Perehinske Teil der Gemeinde:
| Name                     | Name                | Name                                       | Name                | Name |
| ukrainisch transkribiert | ukrainisch          | russisch                                   | polnisch            |      |
| ------------------------ | ------------------- | ------------------------------------------ | ------------------- | ---- |
| Babske                   | Бабське             | Бабское (Babskoje)                         | Babski              |      |
| Hrynkiw                  | Гриньків            | Гриньков (Grinkow)                         | Hryńków             |      |
| Jassen                   | Ясень               | Ясень                                      | Jasień              |      |
| Krasne                   | Красне              | Красное (Krasnoje)                         | Krasna              |      |
| Kusmynez                 | Кузьминець          | Кузьминец (Kusminez)                       | Kuzmieniec          |      |
| Lasy                     | Лази                | Лазы                                       | -                   |      |
| Lowahy                   | Ловаги              | Ловаги (Lowagi)                            | Łowagi              |      |
| Nebyliw                  | Небилів             | Небылов (Nebylow)                          | Niebyłów            |      |
| Osmoloda                 | Осмолода            | Осмолода                                   | Osmołoda            |      |
| Pohar                    | Погар               | Погар (Pogar)                              | Pohar               |      |
| Sakernytschne            | Закерничне          | Закерничное (Sakernitschnoje)              | -                   |      |
| Sloboda-Nebyliwska       | Слобода-Небилівська | Слобода-Небыловская (Sloboda-Nebylowskaja) | Słoboda Niebyłowska |      |
| Slywky                   | Сливки              | Сливки (Sliwki)                            | Śliwki              |      |
| Turiwka                  | Турівка             | Туровка (Turowka)                          | Turawka             |      |
| Tscherepyna              | Черепина            | Черепина (Tscherepina)                     | Czerbul             |      |

## Persönlichkeiten
- Mordechai Eliav (1920–2016), israelischer Historiker
- Pinchas Eliav (1924–2014), israelischer Diplomat